# Walt Disney
Walter Elias „Walt“ Disney (5. prosince 1901 Hermosa, Chicago, Illinois, USA – 15. prosince 1966 Burbank, Kalifornie, USA) byl americký filmový producent, režisér, scenárista, dabér, animátor, podnikatel a filantrop. Ve své době silně ovlivnil zábavní průmysl. Jako zakladatel (společně se svým bratrem Royem O. Disneyem) firmy Walt Disney Productions se stal jedním z nejznámějších filmových producentů na světě. Společnost, kterou založil, se v současnosti jmenuje The Walt Disney Company a má roční obrat asi 35 miliard dolarů.
Znám je jako filmový producent a bavič, zároveň však také jako inovátor animovaného filmu a zábavních parků. Společně se zaměstnanci společnosti vytvořil řadu světově známých postaviček včetně Mickey Mouse, kterému Disney propůjčil i vlastní hlas. Vyhrál 26 Oscarů z 59 nominací, včetně rekordních čtyř Oscarů v jednom roce, čímž v tomto oboru získal více cen a nominací než kdokoli jiný. Také obdržel sedm ocenění Emmy. Po něm pojmenované zábavní parky můžeme najít ve Spojených státech amerických (Disneyland, Walt Disney World Resort), v Japonsku (Tokyo Disney Resort), Francii (Disneyland Paris) a Číně (Hong Kong Disneyland). Zemřel na rakovinu plic v kalifornském Burbanku.

## 1901–1937: Začátky

### Dětství
Narodil se 5. prosince 1901 Eliasu Disneyovi a Floře Call Disneyové v Hermose v Chicagu na 2156 N. Tripp Ave. Jeho předkové emigrovali do Ameriky z irského Gowranu v hrabství Kilkenny. Arundel Elias Disney, praděd Walta, se narodil v Kilkenny roku 1801 a byl vzdálený potomek Francouze Roberta d'Isignyho, který v roce 1066 přišel do Anglie společně s Vilémem I. Dobyvatelem. Jméno d'Isigny bylo v Anglii změněno na Disney a rodina žila ve vesnici dnes známé jako Norton Disney jižně od města Lincoln.
Jeho otec Elias Disney se přestěhoval z kanadského Huron County do USA roku 1878, původně aby v Kalifornii nalezl zlato, nakonec se však v roce 1884 vrátil ke svým rodičům poblíž města Ellis. Pracoval pro železnici Union Pacific Railroad a 1. ledna 1888 si vzal za ženu Floru Callovou ve městě Acron. Rodina se v roce 1890 přestěhovala do Chicaga ve státě Illinois, kde žil Eliasův bratr Robert. Robert často musel Eliasovi finančně pomáhat. Roku 1906, když bylo Waltovi čtyři, se Elias a jeho rodina přestěhovala na farmu v Marceline v Missouri, kterou právě koupil Eliasův bratr Roy. Zde se u Walta projevila láska ke kreslení. Jeden z jeho sousedů, doktor na penzi jménem "Doc" Sherwood, se nabídl, že mu zaplatí za kresbu svého koně Ruperta. Zde se také projevil Waltův zájem o vlaky, městem totiž prochází Atchison, Topeka and Santa Fe Railway, jedna z nejdelších železnic v USA. Walt často dával ucho na koleje a vyhlížel vlak. Poté se rozběhl, aby našel svého strýce, strojvůdce Michaela Martina.
Disneyovi zůstali v Marceline čtyři roky., poté se přestěhovali do Kansas City. Zde Walt spolu s mladší sestrou Ruth navštěvoval základní školu Benton, kde potkal Waltera Pfeifferta. Pfeiffertovi byli divadelní herci a Walta zasvětili do světa varieté a filmu. Brzy trávil více času u Pfeiffertových než doma. Toho času navštěvoval sobotní kurzy v uměleckém institutu. Když žili v Kansas City, Walt a Ruth také pravidelně navštěvovali zábavní park Electric Park, vzdálený 15 bloků od jejich domova (Walt později přiznal, že zábavní park měl velký vliv na design Disneylandu).

### Mládí
V roce 1917 jeho otec získal akcie chicagské továrny na želé O-Zell, a tak se rodina opět přestěhovala do Chicaga. Na podzim začal chodit do prvního ročníku střední školy McKinley High School a navštěvovat večerní kurzy Institutu umění v Chicagu. Tehdy se stal i karikaturistou školních novin. Jeho kresby v této době, kdy zuřila světová válka, byly velmi vlastenecké. Školu Walt ukončil v šestnácti letech a pokusil se vstoupit do armády. Ta ho ale odmítla pro nízký věk.
Po odmítnutí armádou se společně s přítelem rozhodl připojit k červenému kříži. Krátce na to byl vyslán do Francie, kde až do 11. listopadu 1918, kdy bylo podepsáno příměří, řídil sanitku.
Roku 1919 v naději, že najde jinou práci než v chicagské továrně O-Zell,, odešel z domova a vrátil se zpět do Kansas City, kde začala jeho umělecká kariéra. Při rozhodování, zda se stát hercem nebo ilustrátorem v novinách, se rozhodl pro kariéru v redakci, chtěl kreslit politické karikatury nebo komiksy. Když ho však nikdo nechtěl zaměstnat jako umělce a dokonce ani jako řidiče sanitky, se Waltův bratr Roy, pracující v bance, nabídl, že mu zajistí místo ve studiu Pesmen-Rubin Art Studio přes svého kolegu. V Pesmen-Rubin Art Studio kreslil reklamy pro noviny, magazíny a filmová divadla (předchůdce kin). Zde se také setkal s karikaturistou jménem Ub Iwerks. Když jejich smlouva se studiem vypršela, rozhodli se společně pro založení vlastní společnosti.
V lednu 1920 společně s Iwerksem založili společnost Iwerks-Disney Commercial Artists, která však neměla dlouhého trvání. Zanedlouho po založení podnik opustil, aby si vydělal více peněz ve společnosti Kansas City Film Ad Company. Brzy na to se k této společnosti připojil i Iwerks, který sám řízení podniku nezvládl. Pro Kansas City Film Ad Company Disney kreslil reklamy pomocí techniky výstřižkové animace. Začal se proto zajímat o animaci a rozhodl se stát animátorem. Požádal vlastníka společnosti Ad Company, A. V. Caugera, o zapůjčení firemní kamery, se kterou mohl experimentovat doma. Po přečtení knihy Animated Cartoons: How They Are Made, Their Origin and Development od Edwina G. Lutze došel k názoru, že animace bude mít lepší budoucnost než výstřižková animace, kterou dělal pro Caugera. Nakonec se rozhodl založit vlastní animační společnost a získal bývalého spolupracovníka z Kansas City Film Ad Company, Freda Harmana, jako prvního zaměstnance. Walt a Harman uzavřeli dohodu s Frankem L. Newmanem, majitelem místního kina a tehdy nejproslulejším zábavním podnikatelem v Kansas City, aby mohli promítat své kreslené filmy, které nazvali Laugh-O-Grams, v jeho kině.

### Počátky podnikání
Pod jménem Newman Laugh-O-Grams získaly jeho projekce v Kansas City velkou popularitu. Díky finančnímu úspěchu si Disney mohl dovolit založit vlastní studio, pojmenované Laugh-O-Gram Studio, a najmout další animátory včetně bratra Freda Harmana Hugha, Rudolfa Isigna a svého blízkého přítele Ubbeho Iwerkse. Avšak tím vzrostly výdaje na platy a Disneyovi se nepodařilo zvládnout financování. Studio se předlužilo a později zbankrotovalo. Přes zkrachování dalšího pokusu o vlastní animační studio se pak Disney odhodlal, že se pokusí prorazit v tehdy silně konkurenčním filmovém průmyslu v Hollywoodu.
Společně se svým bratrem Royem našetřil dostatek financí, aby mohli vybudovat nové animační studio. Potřebovali však najít distributora pro svůj nový animovaný seriál Alice Comedies, na kterém začali pracovat již v Kansas City, ale dosud ho neuveřejnili. Poslali tedy nedokončenou ukázku newyorské distributorce Margaret J. Winklerové, která jim okamžitě odepsala. Winklerová byla z dohody s ním velmi nadšena, protože krátké animace založené na Alence v říši divů ji zaujaly.
Virginia Davisová, představitelka Alenky v živě točených scénách, se na základě jeho žádosti se svou rodinou přestěhovala z Kansas City do Hollywoodu, stejně tak i Iwerks a jeho rodina. To byl začátek studia Disney Brothers' Studio. Sídlilo na Hyperion Avenue v losangeleské části Silver Lake, kde zůstalo až do roku 1939. Roku 1925 najal mladou slečnu jménem Lillian Boundsová, aby kreslila inkoustem na celuloid. Po krátké známosti se tentýž rok vzali.
Nový seriál Alice Comedies byl velmi úspěšný. V hlavní roli se vystřídaly Dawn O'Dayová a Margie Gayová, krátce i Lois Hardwicková. Po ukončení seriálu roku 1927 se autoři zaměřili více na animované postavičky, především na kocoura Julia, který připomínal kocoura Felixe.
V roce 1927 si Charles Mintz vzal Margaret Winklerovou a převzal vedení jejího obchodu včetně objednávek animovaných seriálů, které měly být distribuovány společností Universal Pictures. Nový seriál Králík Oswald (Oswald the Lucky Rabbit) okamžitě uspěl a Oswald, kterého vymyslel i nakreslil Iwerks, se stal populární animovanou postavičkou. Studio bratří Disneyů se rozšířilo, a tak si mohli najmout opět Harmana, Isinga, Carmana Maxwella a Frize Frelenga z Kansas City.
V únoru 1928 odjel do New Yorku za Mintzem, aby sjednal vyšší cenu za jeden film. Byl však šokován, když mu Mintz oznámil, že chce naopak cenu za snímek snížit a že si smluvně zajistil většinu jeho hlavních animátorů, včetně Harmana, Isigna, Maxwella a Frelenga (kromě Iwerkse, který odmítl opustit Disneye), a pokud Disney nepřijme jeho plán na snížení rozpočtů, vybuduje si své vlastní studio. Firma Universal vlastnila práva na Oswalda, a mohla proto točit filmy i bez Disneye. Ten Mintzovou nabídku odmítl, a ztratil tak většinu svých zaměstnanců.
Přes citelnou ztrátu kvalitních animátorů se rozhodl o další pokus. Disney Company zabralo celých 78 let, než získala práva na Oswalda zpět. Společnost práva získala od NBCUniversal v roce 2006 výměnou za komentátora ABC sports Ala Michaelse.

### Mickey Mouse

Mickey Mouse (1928)

Poté, co ztratil práva na Oswalda, potřeboval vymyslet novou postavičku, která by ho nahradila. Napadla ho myš, protože jednu vlastnil jako domácího mazlíčka v době, kdy pracoval pro Kansas City studio. Ub Iwerks přepracoval Waltovy náčrty tak, aby byly lépe animovatelné. Hlas i osobnost Mickeyeho ztvárnil samotný Disney. Slovy jednoho ze zaměstnanců studia „Ub vytvořil fyzickou podobu Mickeyeho, ale Walt mu dal duši.“ Myš se původně měla jmenovat Mortimer, později ji ale Lillian Disneyová přejmenovala na Mickey Mouse (Myšák Mickey), protože původní jméno se k myšákovi podle ní nehodilo. Mortimer s brooklynským přízvukem se později stal hlavní rivalem Mickeyeho v boji o Minnie Mouse.
První krátkometrážní animovaný film s Mickeyem se jmenoval Plane Crazy a byl, stejně jako všechny jeho předešlé filmy, němý. Po neúspěšném hledání distributora pro Plane Crazy a následující druhý film, The Gallopin' Gaucho, vytvořil Walt animaci, pojmenovanou Parník Willie, která byla již se zvukem. Nabídky se chytil podnikatel Pat Powers, který poskytl distribuci i Cinephone, proces synchronizace zvuku. Parník Willie se stal okamžitě populárním a Plane Crazy, The Galloping Gaucho i další pozdější animace s Mickeyem už vycházely jedině se zvukovým doprovodem. Mickey Mouse až do roku 1946 daboval samotný Disney. Nová animovananá osobnost brzy zastínila i kocoura Felixe a stala se světově nejpopulárnější postavičkou. Jeho popularita rapidně vzrostla především na začátku 30. let.

### První ocenění a rodina

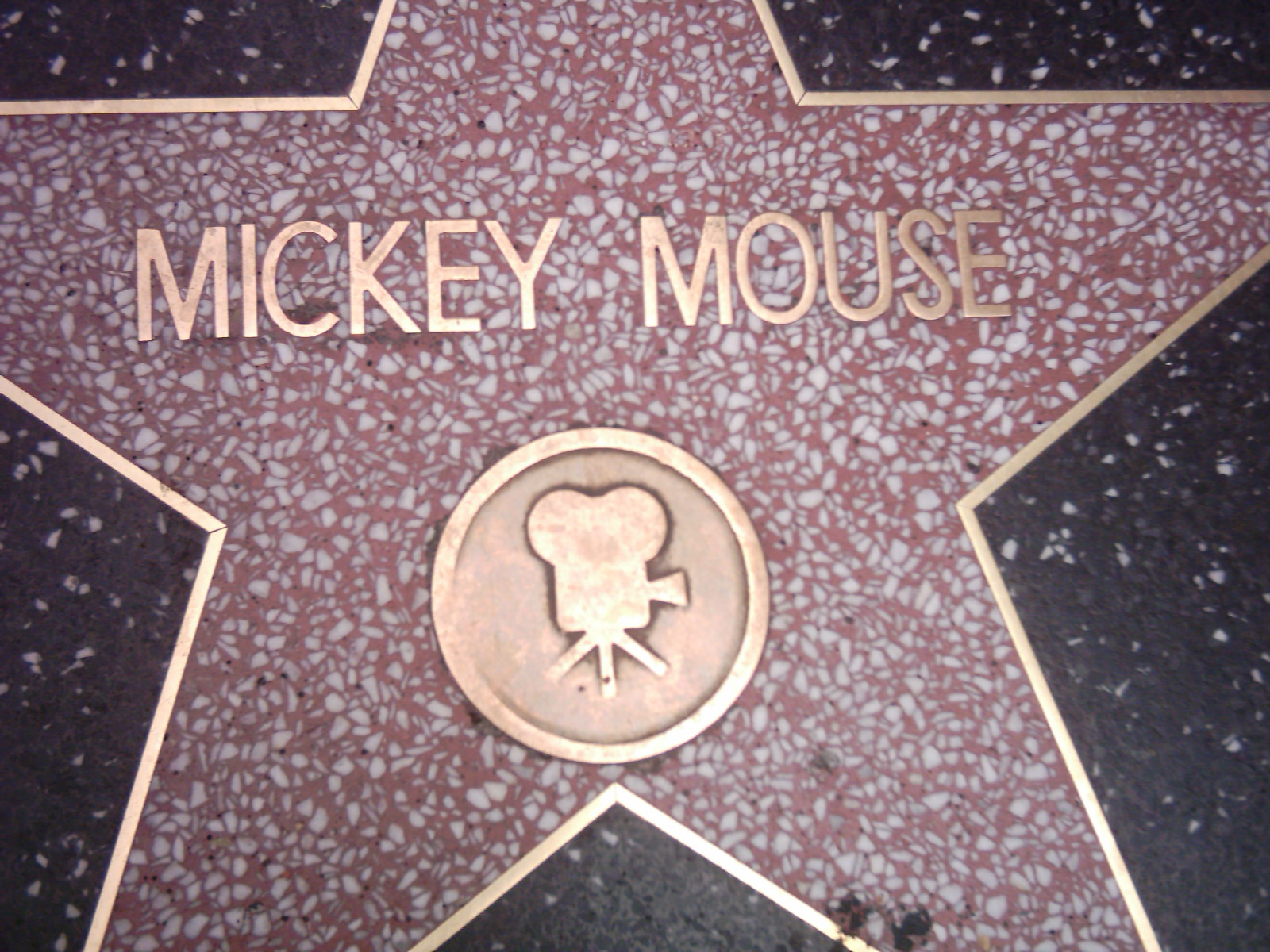
Hvězda Mickey Mouse na Hollywoodském chodníku slávy

V roce 1932 obdržel zvláštní Cenu Akademie za seriál Mickey Mouse, který byl pak roku 1935 převeden z černobílého na barevný film. V seriálu později přibyly i postavy jako Kačer Donald, Goofy nebo Pluto. Pluto a Donald téměř okamžitě odstartovali vlastní seriál v roce 1937, o dva roky později svůj seriál získal i Goofy.
První těhotenství v jeho rodině dopadlo špatně, Lillian potratila. Když otěhotněla podruhé, narodila se jim 18. listopadu 1933 dcera Diane Marie. O tři roky později adoptovali Sharon Mae.

## 1937–1941: Sněhurka a zlatý věk animace

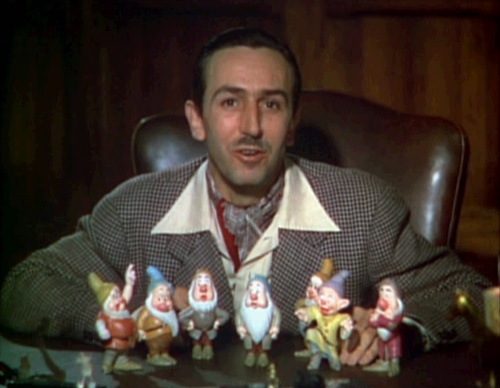
Disney vytvořil každého trpaslíka v celovečerním filmu Sněhurka a sedm trpaslíků

Poté, co vytvořil dvě animované série, rozhodl se v roce 1934 naplánovat celovečerní film. Roku 1935 vznikl nový seriál, Pepek námořník Maxe Fleischera, který se tehdy stal podle průzkumů populárnějším než Mickey Mouse. On však dokázal Mickeyeho vrátit na vrchol popularity, když ho animátor Fred Moore vybarvil a upravil jeho vzhled. Když se vedení studia dozvědělo o jeho plánu natočit animovaný celovečerní film o Sněhurce, označilo projekt za „Disneyeho hloupost“, který zničí jeho společnost. Lillian i bratr Roy se mu to snažili vymluvit, on však pokračoval v plánování. Zaměstnal profesora Dona Grahama z Chouinard Art Institute, aby mu pomohl s tréninkem zaměstnanců studia. Experimentoval také s animací pohybu, využil speciální efekty a nové techniky jako byla víceplánová kamera.
Jeho snaha vedla ke zkvalitnění studia, které se tak stalo schopným vyprodukovat celovečerní film. Sněhurka a sedm trpaslíků, jak byl film později pojmenován, se natáčela od roku 1934 do poloviny roku 1937, kdy došly studiu peníze. Aby mohl dokončit film, ukázal část Sněhurky úředníkům banky Bank of America, kteří mu poskytli úvěr na dokončení práce. Premiéra proběhla 21. prosince 1937 v kině Carthay Circle Theater a diváci tleskali ve stoje. Sněhurka se stala prvním animovaným celovečerním filmem ve Spojených státech amerických a jako první použila techniku značky Technicolor. Snímek se stal nejúspěšnějším filmem roku 1938 a v původní verzi vydělal více než 8 milionů dolarů.
Úspěšná Sněhurka (za kterou obdržel výjimečné ocenění: osm oscarových sošek, z toho jednu v plné velikosti a sedm malých, trpasličích), mu dovolila vybudovat nový kampus Walt Disney Studios v Burbanku. Film Sněhurka a sedm trpaslíků nebyl jen jeho vlastním vrcholným úspěchem, ale uvedl jeho studio do éry později označované jako "zlatý věk animace". Následovaly další filmy jako Pinocchio, Fantasia, Bambi, Alenka v říši divů a Petr Pan. Současně také vznikaly nové díly Mickey Mouse, Kačera Donalda, Goofyho a Pluta.

## 1941–1945: Za druhé světové války
V roce 1941 byl společně se skupinou animátorů vyslán americkou vládou do Jižní Ameriky v rámci oficiální politiky dobrého sousedství, vláda zároveň zajistila financování výsledného filmu Saludos amigos.
Krátce po premiéře filmu Dumbo vstoupily Spojené státy americké do druhé světové války. Americká armáda nasmlouvala většinu kapacity jeho studia, které mělo tvořit instruktážní filmy a díla zvyšující bojové odhodlání diváků. Vznikl tak například krátkometrážní film Der Fuehrer's Face s Kačerem Donaldem v hlavní roli nebo v roce 1943 celovečerní snímek Victory Through Air Power. Válečné filmy však nepřinášely zisk a také uvedení pohádky Bambi roku 1942 nesplnilo finanční očekávání. O dva roky později přišla do kin upravená verze Sněhurky, čímž vznikla disneyovská tradice opakovaného uvádění filmů po sedmi letech. The Three Caballeros byl poslední animovaný celovečerní film z období druhé světové války.
V roce 1944 se William Benton, senátor a vydavatel encyklopedie Encyclopædia Britannica, marně pokusil uzavřít s ním smlouvu o vytvoření šesti až dvanácti naučných filmů ročně. V té době byl také požádán americkým Úřadem pro meziamerické záležitosti (Office of Inter-American Affairs, OIAA), aby natočil vzdělávací film o Amazonii. Výsledkem byl krátký animovaný snímek s názvem The Amazon Awakens.

## 1945–1955: Poválečné období

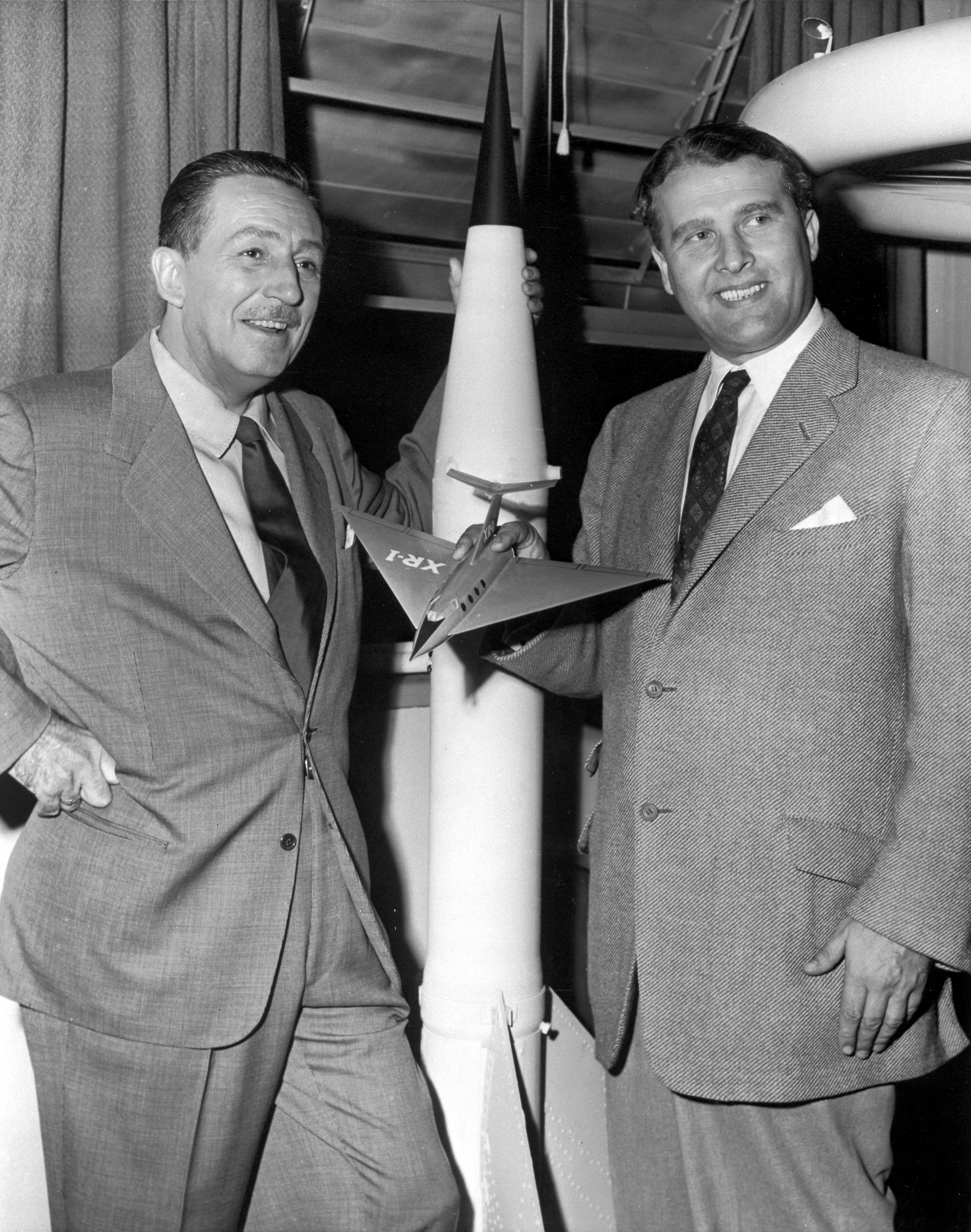
Walt Disney (vlevo) a Wernher von Braun roku 1954

Po válce jeho studio natočilo několik levných filmových antologií, sestavených z krátkých animovaných filmů, a to Make Mine Music (1946), Melody Time (1948), Fun and Fancy Free (1947) a The Adventures of Ichabod and Mr. Toad (1949), složený jen ze dvou částí. Během tohoto období se pustil i do natáčení celovečerních dramat(např. Song of the South nebo So Dear to My Heart), obsahujících animované i hrané scény. Po skončení války také postupně klesala popularita Mickeyeho Mouse.
Na konci čtyřicátých let se studio vzpamatovalo z krize natolik, že mohlo pokračovat ve tvorbě celovečerních filmů Alenka v říši divů a Peter Pan, které za války odložilo do šuplíku, a pak začalo pracovat na Popelce, která se stala jeho nejúspěšnějším filmem od doby premiéry Sněhurky. V roce 1948 se zde pod názvem True-Life Adventures začal točit seriál filmů o přírodě. Přes úspěch celovečerních filmů však popularita disneyovské produkce klesala a do popředí se dostala firma Warner Bros., jejíž studio Leon Schlesinger Productions se se svým animovaným zajíčkem zvaným Bugs Bunny v roce 1942 stalo nejpopulárnějším studiem v zemi. V době, kdy rostla popularita Bugse Bunnyho, rostla i popularita Kačera Donalda, který se stal roku 1949 hlavní Disneyovou hvězdou.
Během padesátých let natočil několik vzdělávacích filmů o vesmíru (Man in Space, Man and the Moon a Mars and Beyond) společně s návrhářem raket Wernherem von Braunem, který pracoval pro NASA.
Šlo o horlivého antikomunistu, zakladatele antikomunistické organizace Motion Picture Alliance for the Preservation of American Ideals (Filmařská aliance pro uchování amerických ideálů). Roku 1947, v období mccarthistické antikomunistické kampaně, předstoupil před kongresový Výbor pro neamerickou činnost (HUAC) a obvinil Herberta Sorrella, Davida Hilbermana a Williama Pomeranceho, přední animátory a odboráře, jako komunistické agitátory. Všichni tři muži obvinění popřeli. Kromě toho obvinil filmařské odbory Screen Actors Guild (SAG), že jsou součástí organizované komunistické snahy o získání vlivu v Hollywoodu.

## 1955–1960: Vznik Disneylandu a růst podnikání

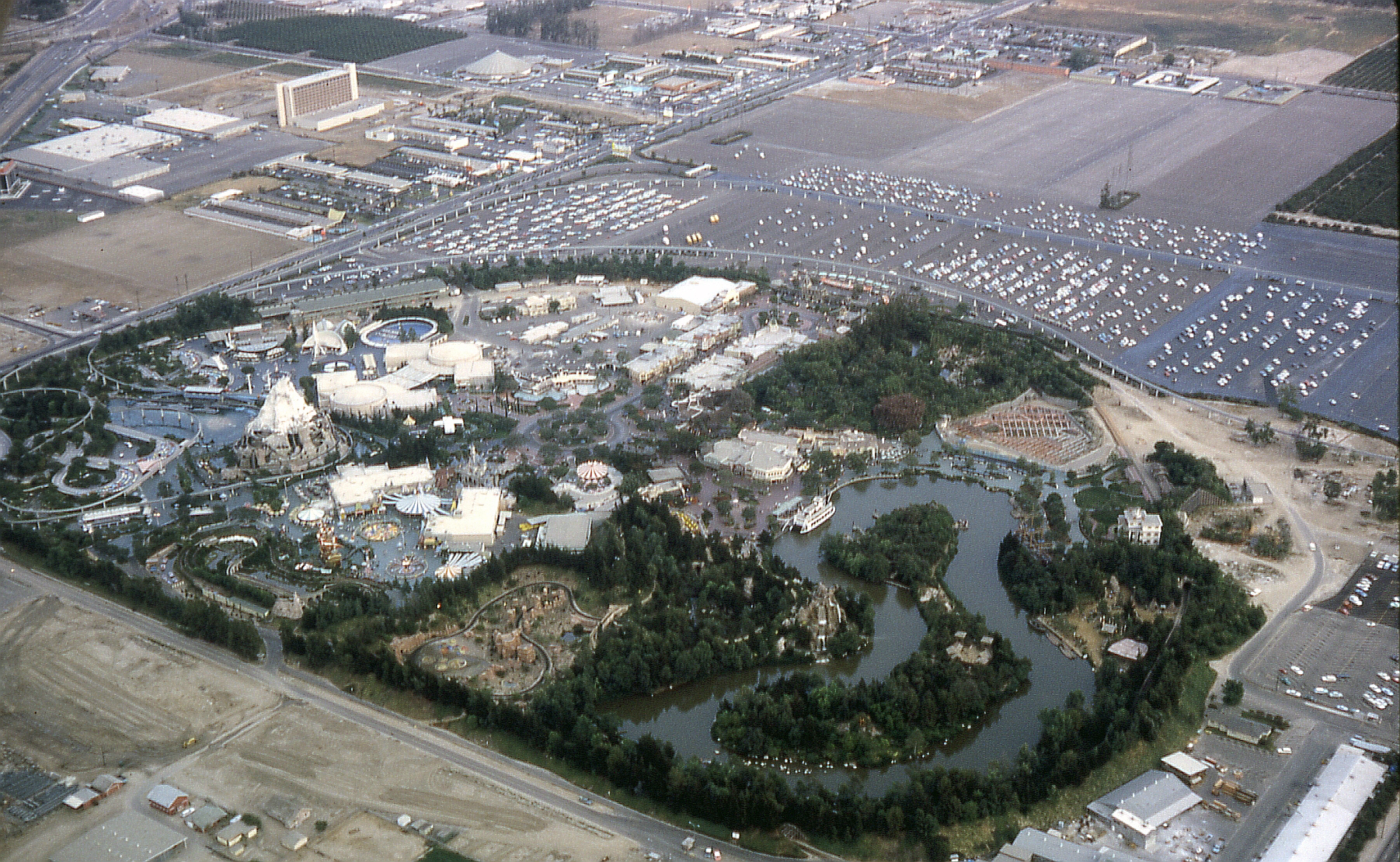
Letecký pohled na areál Disneylandu, září 1963

Na konci čtyřicátých let během obchodní cesty do Chicaga vytvořil náčrt zábavního parku, kde by jeho zaměstnanci mohli trávit čas se svými dětmi. Na tuto myšlenku přišel po návštěvě zábavního parku Children's Fairyland v Oaklandu. Plán byl původně určen pro pozemek nacházející se jižně od studia. Další originální nápady, kterými svůj nápad rozvinul, však pro budoucí Disneyland vyžádaly potřebu většího území. Strávil pět let přemýšlením nad stavbou parku a založil pro tento účel novou dceřinou společnost, zvanou Walt Disney Imagineering, která byla odpovědná za plánování a stavbu parku. Brzy na to se malá skupinka zaměstnanců studia, tvořená inženýry a projektanty, připojila k rozvojovému projektu.
Při plánování Disneylandu řekl Herbertu Rymanovi, jednomu z vedoucích projektantů: „Herbie, já jen chci, aby to vypadalo jako nikde na světě. A mělo by to být obklopené železnicí.“
Disneyland oficiálně otevřel 18. července 1955. Den předtím, tedy v neděli 17. července, se v zábavním parku konala předpremiéra pro tisíce lidí, přenášená televizí. Přišli i Ronald Reagan, Robert Cummings, Art Linkletter a starosta Anaheimu. On sám zde přednesl následující den věnující řeč:
| „ | Vítejte všichni, kteří jste přijeli zde na toto radostné místo. Disneyland je vaše země. Tady si můžete zavzpomínat na dětství. Disneyland je určen pro ideály, sny a skutečnosti, které Amerika nabízí... s nadějí, že se stane zdrojem radosti a inspirací pro celý svět. | “ |

Firma Walt Disney Productions vedle Disneylandu začala pracovat i na dalších filmových dílech. V roce 1950 byl natočen první film se živými herci Ostrov pokladů, poté následovaly 20 000 mil pod mořem, Old Yeller (1957), Chundelatý pes (1959), Pollyanna (1960), Švýcarský Robinson (1960), The Absent-Minded Professor (1961), The Parent Trap (1961). V roce 1950 Walt Disney Studio premiérovalo televizní speciál One Hour in Wonderland.
Studio se rozšiřovalo a on sám již přestával řídit svůj tým animátorů přímo. Ještě během jeho života vzniklo několik velmi úspěšných pohádek včetně filmů jako Lady a Tramp, Šípková Růženka, 101 dalmatinů nebo Meč v kameni.
V roce 1949 také vytvořil divizi, která se měla zabývat hudební produkcí. V roce 1956, částečně inspirován úspěšným singlem „The Ballad of Davy Crockett“, se rozhodl vytvořit svou vlastní nahrávací a distribuční společnost, kterou pojmenoval Disneyland Records.

## 1960–1966: Závěr života
Počátkem 60. let se těšil velké popularitě a v čele Walt Disney Production se dostal mezi přední světové filmové producenty. Po desítce let vyjednávání konečně získal práva zfilmovat knihu P. L. Traversové o kouzelné chůvě Mary Poppinsové. Film měl premiéru roku 1964 a stala se jeho nejúspěšnějším filmem šedesátých let. V témže roce vystavil na světové výstavě v New Yorku velké množství svých exponátů, které později ozdobily Disneyland a nový zábavní park, který se stavěl na východním pobřeží USA.
Ačkoliv jeho studio bylo schopno konkurovat studiu Hanna-Barbera ve výrobě televizních animovaných seriálů, rozhodl se z finančních důvodů soustředit na celovečerní filmy.
Na začátku roku 1964 oznámil záměr vybudovat další zábavní park několik kilometrů západně od Orlanda, který se měl nazývat Disney World. Disney World měl zahrnovat větší, komplikovanější verzi Disneylandu pod názvem Magic Kingdom. Mělo zde být také několik golfových hřišť a rekreačních hotelů. „Srdcem“ Disney Worldu se měl stát tzv. Experimental Prototype Community of Tomorrow, zkráceně EPCOT.
V roce 1966 plánoval podstoupit operaci krku, starého zranění, které si způsobil během hraní póla v Riviera Clubu v Hollywoodu. 2. listopadu objevili lékaři nemocnice Providence Saint Joseph Medical Center na předoperačních rentgenových snímcích nádor v levé plíci. O pět dní později Disney podstoupil biopsii nádoru, který se ukázal jako zhoubný. Nádor se rozšířil do celé levé plíce a po odstranění plíce lékaři Disneye informovali, že mu zbývá jen šest měsíců až dva roky života. Po absolvování několika chemoterapií strávil krátký čas společně se svou manželku v Palm Springs v Kalifornii. 30. listopadu se ve svém domě zhroutil. Přivolanou sanitkou byl odvezen do nemocnice St. Joseph a 15. prosince 1966 v půl desáté dopoledne, deset dnů po svých 65. narozeninách, zemřel na selhání krevního oběhu způsobené rakovinou plic. Poslední věc, kterou údajně napsal před svou smrtí, bylo jméno herce Kurta Russella; význam zápisu zůstává záhadou i pro samotného Russella.
Zpopelněn byl 17. prosince 1966 a popel byl uložen na hřbitově Forest Lawn Memorial Park v Los Angeles. Waltův starší bratr Roy Disney pokračoval v realizaci projektu Florida a prosadil, aby byl název změněn na Walt Disney World na počest zesnulého bratra.
Poslední filmy, jimž propůjčil svůj hlas, byly Kniha džunglí, Winnie the Pooh and the Blustery Day (Medvídek Pú a Bouřlivý den) a hudební komedie The Happiest Millionaire (Nejšťastnější milionář). Skladatel Robert B. Sherman vzpomínal na den, kdy jej viděl naposledy:
| „ | Byl ve třetím patře, kde se zrovna natáčel film The Happiest Millionaire. Začal nám říkat, co se mu líbí a co by se mělo změnit, a potom, když už byl na odchodu, se k nám obrátil a se širokým úsměvem nám řekl: „Pokračujte v dobré práci, kluci.“ Poté odešel do své kanceláře. To bylo naposledy, kdy jsme ho viděli. | “ |
| — | |   |

Dlouho kolovala fáma o jeho kryoprezervaci; jeho zmrzlé tělo prý bylo uloženo v Disneylandu. Nicméně první známá kryoprezervace lidské mrtvoly proběhla až v lednu 1967.

## Odkaz

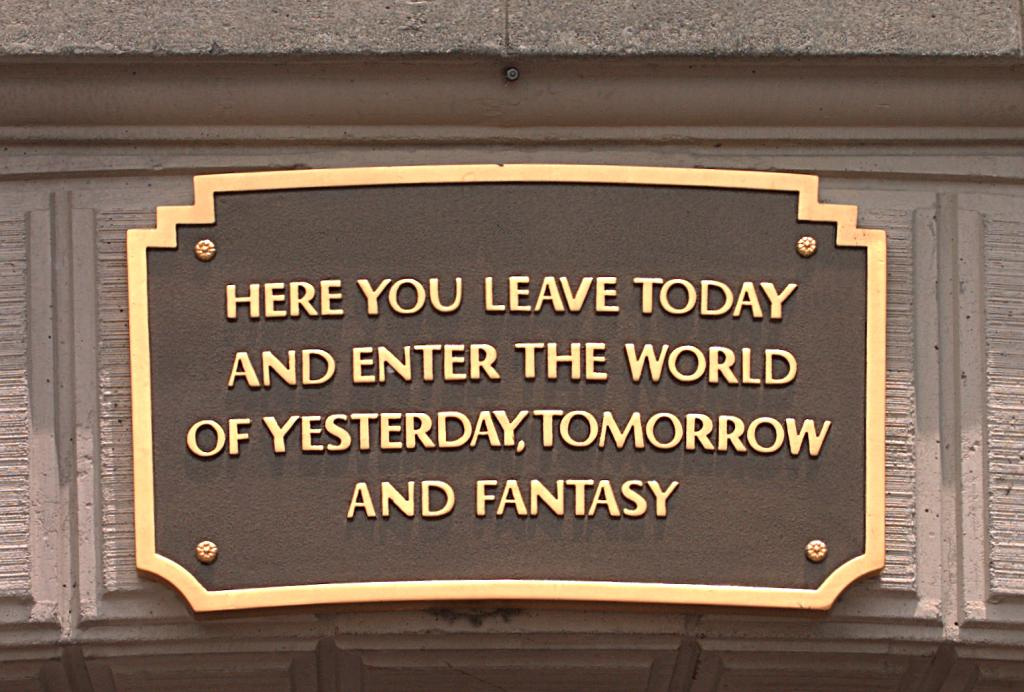
Plaketa u vchodu, která ztělesňuje myšlenku otce Disneylandu, Walta Disneyeho: opustit realitu a vstoupit do fantazie

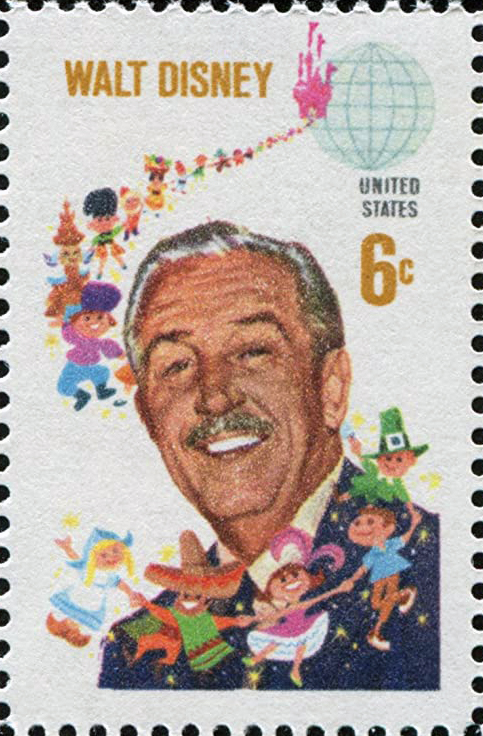
Americká poštovní známka z roku 1968

Po jeho smrti se jeho bratr Roy Disney vrátil z odpočinku, aby převzal vedení Walt Disney Productions a dalších rodinných podniků. V říjnu roku 1971 se rodiny Walta a Roye setkaly v Magic Kingdom a oficiálně otevřely Walt Disney World Resort.
Poté, co Roy pronesl slavnostní řeč, požádal Lillian Disneyovou, aby se k němu připojila. Když přišla na pódium, zeptal se jí: „Lilly, ty jsi znala ideály a naděje Walta jako nikdo jiný. Co by si myslel o Walt Disney World?“ Odpověděla: „Myslím, že by ho Walt schválil.“ Roy zemřel na mozkovou mrtvici 20. prosince 1971, v den, kdy byl v Disneylandu naplánován vánoční průvod.
Jeho filmová studia a zábavní parky se postupem času staly multimiliardovou televizní, filmovou a multimediální korporací, nesoucí stále jeho jméno. Walt Disney Company vlastní pět rekreačních středisek, jedenáct zábavních parků, dva vodní parky, třicet devět hotelů, osm filmových studií, šest nahrávacích společností, jedenáct kabelových televizních sítí a jednu pozemní. V roce 2007 společnost přiznala roční příjmy více než 35 miliard dolarů.
V roce 2009 bylo v Los Angeles otevřeno Rodinné muzeum Walta Disneyeho (The Walt Disney Family Museum). Vystavuje tisíce předmětů z jeho života, včetně všech 248 ocenění, které získal.

## Obvinění z antisemitismu
Po jeho smrti se začaly šířit zvěsti, že byl po celý život antisemita. Jeho životopisec Neal Gabler, který jako první spisovatel získal neomezený přístup k jeho archivům, však v roce 2006 došel k závěru, že o jeho antisemitismu neexistuje důkaz.
Disneyovo museum připouští, že měl „složité vztahy“ s některými Židy a že v některých raných filmech z třicátých let použil dobové etnické stereotypy, například ve filmu Tři malá prasátka. Na druhou stranu celý život zaměstnával Židy a v roce 1955 byl jmenován mužem roku židovskou organizací B'nai B'rith.

## Ceny Akademie

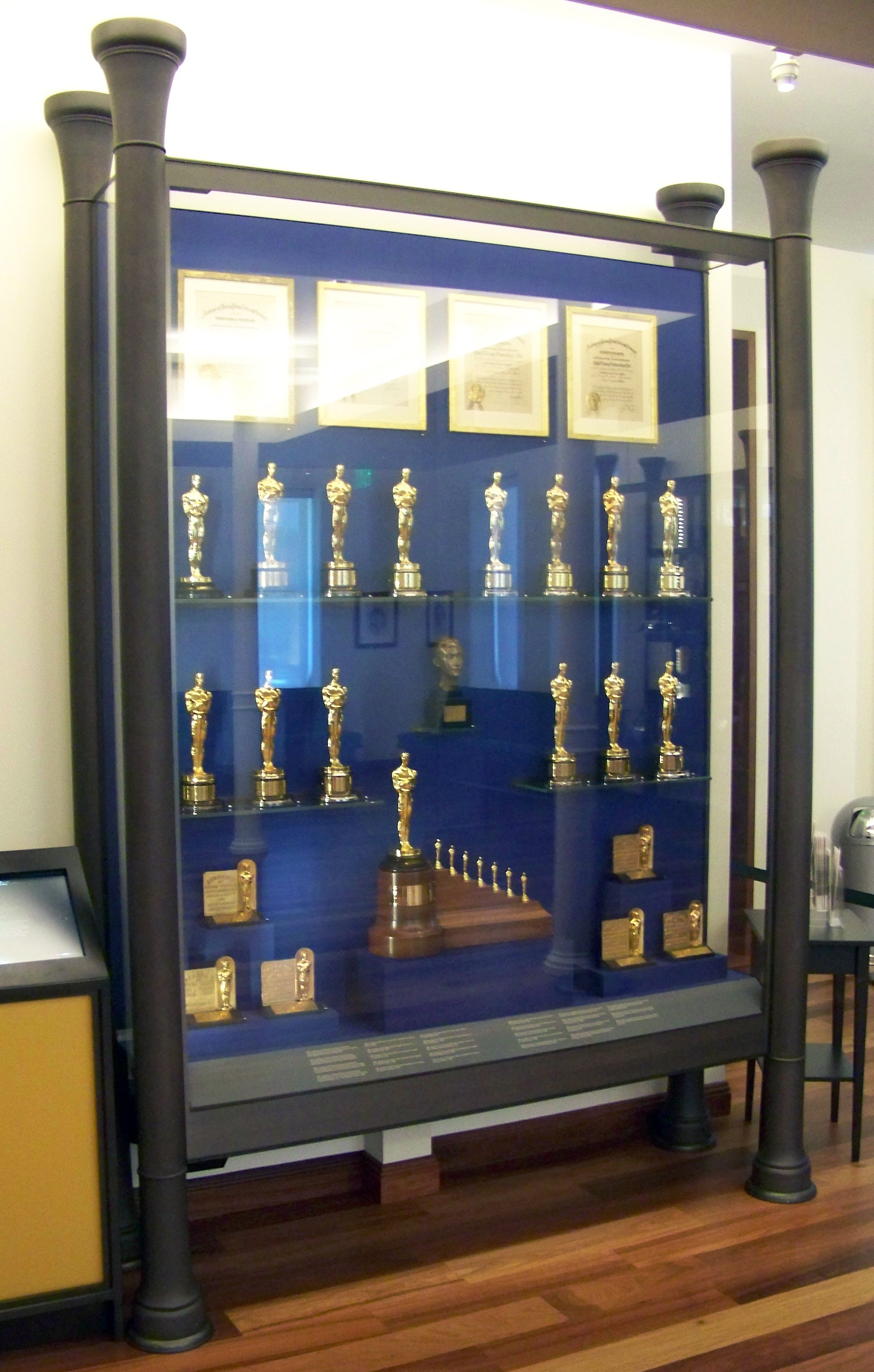
V této vitríně v hale The Walt Disney Family Museum lze spatřit mnoho Cen Akademie včetně jedinečného ocenění za Sněhurku a sedm trpaslíků (uprostřed dole)

Dodnes drží rekord za největší počet nominací na Oscara (59) i počet udělených Oscarů (22). Získal také čtyři čestné Oscary. Svou poslední Cenu Akademie obdržel po smrti.
- 1932 – nejlepší krátkometrážní film, Flowers and Trees (1932)
- 1932 – čestné uznání za vytvoření Mickey Mouse
- 1934 – nejlepší krátkometrážní film, Tři malá prasátka (1933)
- 1935 – nejlepší krátkometrážní film, Želva a zajíc (1934)
- 1936 – nejlepší krátkometrážní film, Three Orphan Kittens (1935)
- 1937 – nejlepší krátkometrážní film, The Country Cousin (1936)
- 1938 – nejlepší krátkometrážní film, Starý mlýn (1937)
- 1939 – nejlepší krátkometrážní film, Býk Ferdinand (1938)
- 1939 – čestné uznání za film Sněhurka a sedm trpaslíků (1937): „Za Sněhurku a sedm trpaslíků, jež je považována za významnou inovaci, která okouzlila miliony diváků, a za propagaci skvělé oblasti zábavy“ (cena byla jedna soška a sedm miniaturních sošek)[1]
- 1940 – nejlepší krátkometrážní film, Ošklivé káčátko (1939)
- 1941 – čestné uznání za film Fantazie (1940), společně s Williamem E. Garityem a J. N. A. Hawkinsem. Citace zní: „Za mimořádný přínos v rozvoji využívání zvuku ve filmové produkci Fantazie“[1]
- 1942 – nejlepší krátkometrážní film, Dej pac (1941)
- 1943 – nejlepší krátkometrážní film, Der Fuehrer's Face (1942)
- 1949 – nejlepší krátkometrážní film, Seal Island (1948)
- 1949 – Irving G. Thalberg Memorial Award (čestné uznání)
- 1951 – nejlepší krátkometrážní film, Beaver Valley (1950)
- 1952 – nejlepší krátkometrážní film, Nature's Half Acre (1951)
- 1953 – nejlepší krátkometrážní film, Water Birds (1952)
- 1954 – nejlepší dokumentární film, Žijící poušť (1953)
- 1954 – nejlepší dokumentární, The Alaskan Eskimo (1953)
- 1954 – nejlepší krátkometrážní film, Toot Whistle Plunk and Boom (1953)
- 1954 – nejlepší krátkometrážní film, Bear Country (1953)
- 1955 – nejlepší dokumentární film, Živoucí poušť 2 (1954)
- 1956 – nejlepší dokumentární a krátkometrážní film, Men Against the Arctic (1955)
- 1959 – nejlepší krátkometrážní film, Grand Canyon (1958)
- 1969 – nejlepší krátkometrážní film, Winnie the Pooh and the Blustery Day (1968)

## Další pocty
Na chodníku hvězd v Anaheimu se nachází i jeho hvězda. Byla mu udělena za jeho významný příspěvek městu, konkrétně za Disneyland, který je nyní součástí Disneyland Resort. Nachází se u vchodu do Disneylandu na Harbor Boulevard. Má také dvě hvězdy na Hollywoodském chodníku slávy, jednu za filmy a druhou za televizi.
V roce 1935 ve Francii obdržel Řád čestné legie, 28. května 1968 pak v USA Zlatou medaili Kongresu. Roku 1935 získal medaili Společnosti národů za vytvoření Mickey Mouse. 14. září 1964 přijal Prezidentskou medaili svobody. V roce 2006 ho guvernér Kalifornie Arnold Schwarzenegger a první dáma Maria Shriverová uvedli do Kalifornské síně slávy.
Byla po něm pojmenována planetka 4017 Disneya, objevena v roce 1980 sovětskou astronomkou Ljudmilou Karačkinou. Na jeho počest byla dále v roce 2003 otevřena koncertní hala Walt Disney Concert Hall v Los Angeles.
Na začátku roku 2003 začala televize HBO natáčet jeho životopisný film. Film se však nikdy nevysílal.